# Tetraplaria brevis
Tetraplaria brevis är en mossdjursart som först beskrevs av Ferdinand Canu och Ray Smith Bassler 1928.  Tetraplaria brevis ingår i släktet Tetraplaria och familjen Tetraplariidae. Inga underarter finns listade i Catalogue of Life.